# UTC-08:00

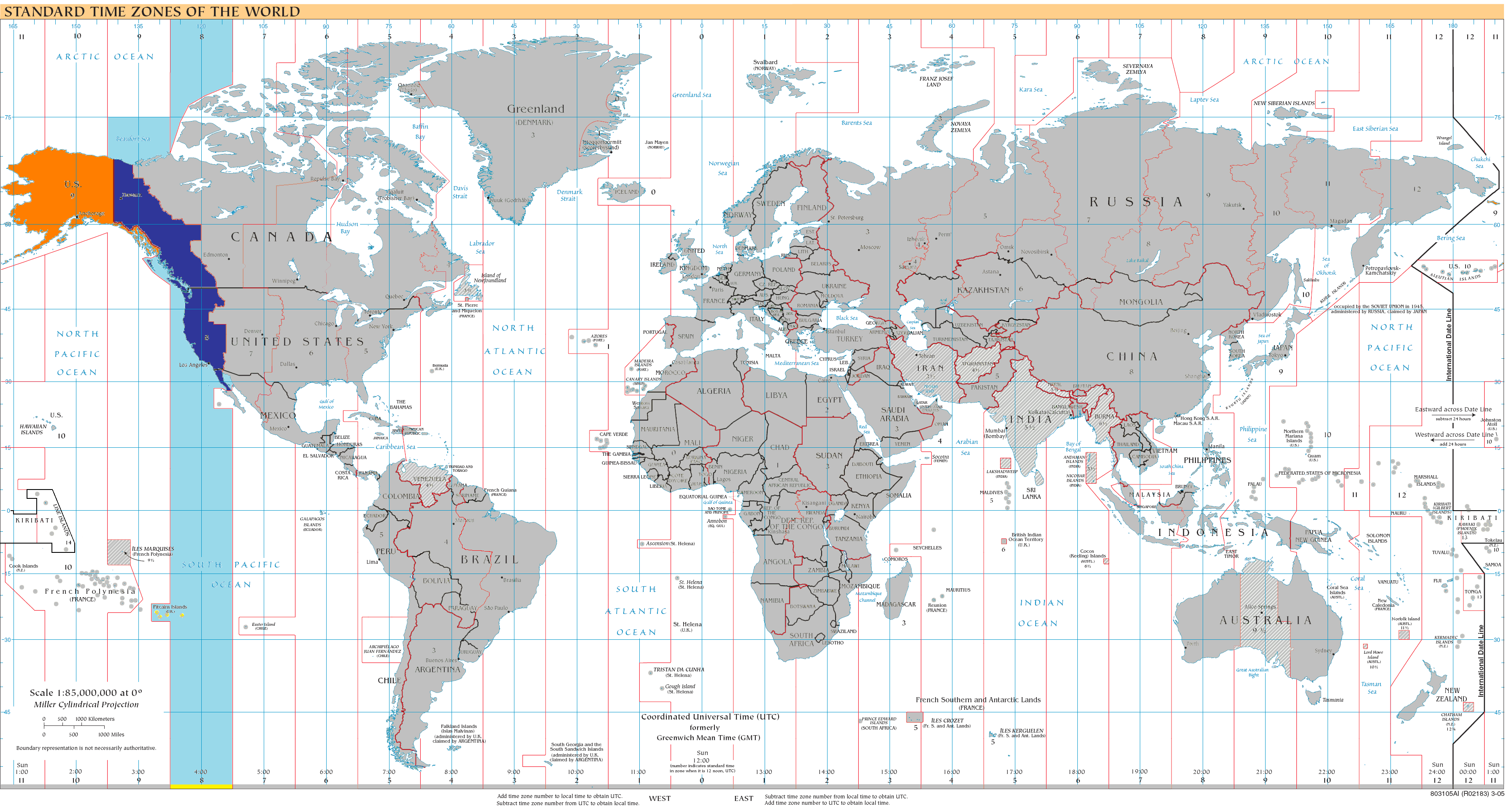
Mapa de UTC-08:00

UTC-08:00 es el trigésimo quinto huso horario del planeta cuya ubicación geográfica se encuentra en el meridiano 120 oeste. Aquellos países que se rigen por este huso horario se encuentran 8 horas por detrás del meridiano de Greenwich.

## Hemisferio norte

### Países que se rigen por UTC-08:00 en Horario Estándar
| Abreviatura | Nombre completo                                    | País |
| ----------- | -------------------------------------------------- | --- |
| PST         | Hora estándar del Pacífico (Pacific Standard Time) | Canadá - Columbia Británica (excepto Cranbrook, Creston, el Distrito Regional de Peace River, Golden, Invermere y el Municipio Regional de las Montañas Rocosas del Norte) Estados Unidos - California - Idaho - Benewah - Bonner - Boundary - Clearwater - Kootenai - Latah - Lewis - Nez - Parte del norte del estado - Perce - Shoshone - Nevada - Oregón - Condado de Malheur (parte) - Washington México - Baja California |

### Países que se rigen por UTC-08:00 en Horario de Verano
| Abreviatura | Nombre completo                                 | País                                                                                       |
| ----------- | ----------------------------------------------- | ------------------------------------------------------------------------------------------ |
| AKDT        | Hora de verano de Alaska (Alaska Daylight Time) | Estados Unidos - Alaska (excepto las Islas Aleutianas al oeste del meridiano 169.30 oeste) |

## Hemisferio sur

### Países que se rigen por UTC-08:00 todo el año
| Abreviatura | Nombre completo                                    | País                         |
| ----------- | -------------------------------------------------- | ---------------------------- |
| PST         | Hora estándar de Pitcairn (Pitcairn Standard Time) | Reino Unido - Islas Pitcairn |